# 荣誉勋章：渗入者
《荣誉勋章：渗入者》是荣誉勋章系列游戏之一。
游戏中，玩家要扮演杰克·墨非下士，完成第二次世界大战中五个最经典的打击轴心国的任务。游戏的GBA版本于2003年11月17日发布。游戏中包含15个关卡和5个战役，有三种不同的游戏方式：动作、战术和狙击。
游戏包含两种视角，一种为固定视角的第三人称方式，另外一种则是第一人称。
游戏只支持单人游戏，但是通过GBA的连接线，可以实现2人战斗。